# Союз независимой социалистической молодёжи «Жизнь»
Союз независимой социалистической молодёжи «Жизнь» (пол. Związek Niezależnej Młodzieży Socjalistycznej «Życie», ZNMS «Życie») — политическая молодёжная организация в Польше в 1923—1938 годах.
В декабре 1923 года сторонники коммунизма совершили раскол в Союзе независимой социалистической молодёжи, подконтрольном Польской социалистической партии (ППС). В результате возник прокоммунистический Союз независимой социалистической молодёжи «Жизнь» («Жиче»). В 1932 году союз был запрещён властями, и с тех пор действовал в подполье, существуя также под названиями «Академические левые» (пол. Lewica Akademicka) и Организация социалистической молодёжи «Жизнь» (Organizacja Młodzieży Socjalistycznej «Życie», OMS «Życie»).
Организация объединяла студентов, поддерживающих деятельность Коммунистической партии Польши (КПП), поэтому была упразднена в 1938 году вместе с роспуском этой парии решением Исполкома Коминтерна.